# Samantha Siqueiros
Samantha Siqueiros (La Paz, Mèxic; 13 de setembre de 1994) és una actriu mexicana. És coneguda per interpretar a Victoria Franco en la sèrie televisiva de Nickelodeon, Vikki RPM i a Camille en la sèrie Berlín.

## Biografia i carrera
Siqueiros va néixer el 13 de setembre de 1994 a La Paz, Baixa Califòrnia Sud, Mèxic. Va començar la seva carrera com a actriu l'any 2016. La seva primera aparició va ser en la pel·lícula mexicana de 2016: Baila. Aquell mateix any va tenir l'oportunitat d'actuar a la telenovel·la mexicana: Vino el amor. A més d'aparèixer en capítols de La Rosa de Guadalupe i Como dice el dicho. Un any més tard el 2017, Samantha va tenir l'oportunitat de protagonitzar la sèrie televisiva de Nickelodeon: Vikki RPM en el paper de Victoria Franco. Per aquesta raó, Siqueiros va haver de mudar-se a Miami, Florida als Estats Units. La sèrie va tenir un gran èxit, per la qual cosa Samantha Siqueiros va obtenir gran fama entre el públic infantil i juvenil.
Des de 2017 fins a l'actualitat, Samantha va tenir l'oportunitat de participar en la telenovel·la mexicana: Sin tu mirada, on interpreta a Ana.
En 2023, va participar en la sèrie Berlin, spin-off de La Casa de Papel interpretant a Camille.

## Filmografia
| Any       | Títol                          | Personatge              | Notes                         |
| --------- | ------------------------------ | ----------------------- | ----------------------------- |
| 2016      | Balla                          |                         |                               |
| 2016      | Vino el amor                   |                         |                               |
| 2016-2018 | La Rosa de Guadalupe           | Diversos personatges    | Programa de televisió         |
| 2017      | Como dice el dicho             | Diversos personatges    | Programa de televisió         |
| 2017      | Vikki RPM                      | Victoria "Vikki" Franco | Sèrie televisiva/Protagonista |
| 2017      | La Velocidad De La Luz         | Victòria "Vikki" Franco | Sèrie web                     |
| 2017      | Milagros de Navidad            | Kathy Martínez          |                               |
| 2017-2018 | Sin tu mirada                  | Ana                     | Personatge recurrent          |
| 2018-2019 | Señora Acero                   | Rosario Franco de Acero | Programa de televisió         |
| 2019      | No te puedes esconder          | Natalia                 | Sèrie televisiva              |
| 2022      | El secreto de la família Greco | Sabrina Greco           | Sèrie web                     |
| 2023      | Berlín                         | Camille                 | Sèrie web                     |